# 丙午
丙午（ひのえうま、へいご）は、干支の1つ。
干支の組み合わせの43番目で、前は乙巳、次は丁未である。陰陽五行では、十干の丙は陽の火、十二支の午は陽の火で、比和である。

## 丙午の年
丙午は干・支ともに火性である。
西暦年を60で割って46が余る年が丙午の年となる。
| 1千年紀 | 2千年紀 | 3千年紀 |
| --- | --- | --- |
| - 46年 - 106年 - 166年 - 226年 - 286年 - 346年 - 406年 - 466年 - 526年 - 586年 - 646年 - 706年 - 766年 - 826年 - 886年 - 946年 | - 1006年 - 1066年 - 1126年 - 1186年 - 1246年 - 1306年 - 1366年 - 1426年 - 1486年 - 1546年 - 1606年 - 1666年 - 1726年 - 1786年 - 1846年 - 1906年 - 1966年 | - 2026年 - 2086年 - 2146年 - 2206年 - 2266年 - 2326年 - 2386年 - 2446年 - 2506年 - 2566年 - 2626年 - 2686年 - 2746年 - 2806年 - 2866年 - 2926年 - 2986年 |

## 丙午生まれの迷信

### 由来
「丙午（ひのえうま）年の生まれの女性は気性が激しく、夫の命を縮める」という迷信がある。これは、江戸時代の初期の「丙午の年には火災が多い」という迷信が、八百屋お七が丙午の生まれだとされたことから、女性の結婚に関する迷信に変化して広まって行ったとされる。
江戸時代には人の年齢はすべて数え年であり、もしも八百屋お七が寛文6年（1666年）の丙午生まれならば、放火し火あぶりにされた天和3年（1683年）には18歳になる計算となるが、井原西鶴などの各種の伝記では16歳となっている。しかし、浄瑠璃作家紀海音が浄瑠璃「八百やお七」でお七を丙午生まれとし、それに影響された為長太郎兵衛らの『潤色江戸紫』がそれを引き継ぎ、また馬場文耕はその著作『近世江都著聞集』で谷中感応寺にお七が延宝4年（1676年）に掛けた額が11歳としたことが、生年を寛文6年（1666年）とする根拠となった。
紀海音は演劇界に強い影響力を持ち、文耕の近世江都著聞集も現代では否定されているものの長く実説（実話）とされてきた物語で有り、お七の丙午説はこのあたりから生じていると考えられている。
なお、十干十二支を使用する他の東アジア諸国に上述のような迷信はなく、日本特有のものであるとされている。

### 1906年
明治時代以降もこの迷信は続き、1906年（明治39年）の丙午では、前年より出生数が約4%減少した。当時の新聞には元日に産まれた女児の将来を案じる記事があるほか、生まれた女児の出生届を前後の年にずらして届け出ることもあったという。
この1906年生まれの女性が結婚適齢期となる1920年代前半、特に1924年（大正13年）から1926年（大正15年/昭和元年）には、縁談の破談や婚期が遅れる悲観、家族の心無い言葉などが理由である女性の自殺の報道などが相次ぎ、迷信を否定する談話や映画『丙午の女』（石巻良夫：監督、サクラプロダクション）が製作されるなど、丙午生まれの迷信が女性の結婚に影響したことが窺われる。夏目漱石は1907年に発表した小説『虞美人草』において、主人公の男を惑わす悪女、藤尾を「藤尾は丙午である」と表現している。
1906年生まれの女性が結婚適齢期となった1920年代前半はモダンガールが一世を風靡した時代であり、自由奔放なモダンガールに嫌悪感を抱いた「伝統的価値観」を持つ人々が丙午迷信とモダンガールを結びつけた激しい迫害を行ったこと、丙午迷信による婚姻難で自殺した女性をメディアが大きく報道したことにより、丙午迷信が人口に広く膾炙する結果となった。
1923年（大正12年）に発生した関東大震災では、火災により役所の戸籍簿の多くが失われた。この戸籍の再編にあたり、丙午生まれの娘の出生年を偽り申請する親が激増した。
この年に生まれた小説家坂口安吾は、本名は丙午を意味する炳五という名を付けられ、親類から「男に生まれて良かった」と言われたという話を文章に残している。坂口は、1954年の随筆でこの迷信はなかなか無くならないだろうと予言し、実際1966年もその通りになった。

### 1966年

1950年から2008年までの日本の出生率（赤）。丙午の年に当たる1966年の出生率が極端に低くなっている。

この迷信は昭和になっても依然根強く、1965年（昭和40年）の証券恐慌（昭和40年不況）の影響もあり、1966年（昭和41年）の出生率は前年に比べて25％下がった。子供をもうけるのを避けたり妊娠中絶を行ったりした夫婦が地方や農村部を中心に多く、出生数は136万974人と他の年に比べて極端に少なくなった。一方で前年（182万人）および翌年（194万人）の出生数は増加している。
1966年に生まれた子供は少なかったことから、この学年度（翌1967年の早生まれを含む人口は約160万人）の高校受験、大学受験が他の年より容易だったのかについては当時からしばしば論じられた話題であったが、大学一般の入学率については有意な差がみられないものの、国公立大学への進学率は1985年に上昇した。1966年生まれの当事者への取材では、「高校の受験倍率が低く実力より上のレベルの学校に合格した」、「専門学校卒なのに有名企業に就職できた」旨の証言が得られている。またこの年の子供は第一子（初めての子供）率が50.9%で統計史上過去最多であった。
この「昭和の丙午」による出生減少率は、迷信が広まった1666年以降で最も激しいものであったとされ、その背景には前回の「明治の丙午」世代の女性に多数の自殺者が発生したこと、平均寿命が大きく伸びたため当時の悲劇を記憶している人物が多数存命していたこと、迷信を助長する報道が1966年の数年前から行われていたことが影響していると考えられている。
一方で、日本の地方自治体の中には丙午の迷信に対する取り組みを行う自治体があった。1965年11月には山形市で、法務省山形地方法務局が主催となった「ひのえうま追放運動」が展開され、同月21日には市内パレードで啓発を呼びかけた。同法務局によると、子どもを産む産まないで、離婚調停に至ったり、近所から嫌がらせを受けたなどの相談が多発したためである。また、群馬県粕川村（現・前橋市粕川町）でも、村長主導で「迷信追放の村」を宣言して、同様の運動が行われた。村役場が1906年とその前後の年に誕生した女性1400人を調査して、丙午には根拠がないことを広報するなど取り組んだ。福岡県久留米市は、1966年最初の広報紙で丙午を「むかしむかしのおとぎ話」「昨年は二人目のノーベル賞受賞者を出した科学日本に、もっともふさわしくない、まことに奇妙な風習」「童話の世界」と強い語気で否定した。
2023年（令和5年）に大阪教育大学を卒業した学生が、卒業論文の一環で1966年生まれの女性に行ったアンケートでは、回答した142人の半数弱に気性が荒いと決めつけられた経験があり、言動の大半が母や祖母などの女性からのものだった。また、出生数の少なさや結婚できないという偏見から、嫌味を言われたり、厳しくしつけられたと述べた人もいた。しかし、丙午なら結婚や出産を避けるべきかという質問に賛成したのは1%にすぎず、丙午に否定的な印象を持つ人は殆んどいなかった。1966年生まれの女性たちはいわゆる「バブル世代」であるが、「明治の丙午」世代のモダンガールが迫害されたのとは異なり、バブル世代の女性たちがその行動により迫害される事態が発生しなかったこと、1966年生まれである文仁親王妃紀子の結婚（1989年）に際し、丙午生まれであることが一切問題視されなかったことから、丙午迷信は遅くとも1989年までに収束したと考えられている。

### 2026年
次回の丙午は2026年であるが、世界銀行はこのトレンドは継続しないと予測している。2025年6月時点では、丙午の出産を避けようとする動きは把握されていない。
2024年12月、桜井周の質問主意書に対し、政府は国立社会保障・人口問題研究所が公表している2026年の日本の将来推計人口の推計値は丙午の影響を考慮しておらず、こども未来戦略でも対策は取っていないと回答した。なお2024年の出生数は68.5万人と1966年のほぼ半分になっている。

## 丙午の月
西暦年の下1桁が2・7（十干が壬・丁）の年の5月が丙午の月となる。ただしここでいう月は、旧暦の月や節月（芒種から小暑の前日まで）を適用する場合もある。

## 丙午の日

### 選日
丙午の日は天一天上の14日目である。また、土以外の比和では唯一八専に含まれない。